# 覃士冕
覃士冕（1914年—1981年），中国人民解放军将领、中国人民解放军开国少将。
曾任广西军区副司令员。1955年，授予中国人民解放军少将。